# Andrew Macdonald (producent)
Andrew Macdonald, född 1966, är en skotsk filmproducent, mest känd för sina samarbeten tillsammans med manusförfattaren John Hodge och regissören Danny Boyle, inkluderande titlar som Shallow Grave (1994), Trainspotting  (1996) och 28 dagar senare (2002).